# 马里奥·佩雷斯 (1946年)
马里奥·佩雷斯（西班牙語：Mario Pérez，1946年12月30日—），墨西哥男子足球运动员，司职后卫。他曾代表墨西哥国奥队参加1967年泛美运动会和1968年夏季奥林匹克运动会，其中1967年泛美运动会获得一枚金牌。